# Fontes linguae vasconum
La revista Fontes Linguae Vasconum: Studia et documenta es una revista científica editada desde 1969 primero por la Diputación Foral de Navarra y luego por el Gobierno de Navarra y englobada dentro de las publicaciones de la Institución Príncipe de Viana, sobre lingüística, filología y literatura vasca.  

## Consejo editorial
- Director: 
  - Ekaitz Santazilia (Universidad Pública de Navarra/Nafarroako Unibertsitate Publikoa, España).
- Secretaria de redacción:
  - Paz Ezcurra Barrena (Gobierno de Navarra, España).
- Consejo de redacción:
  - Dorota Krajewska (Universidad del País Vasco/Euskal Herriko Unibertsitatea, UPV/EHU, España).
  - Beatriz Landa Arana (Gobierno de Navarra, España).
  - Eneko Zuloaga San Román (Universidad del País Vasco/Euskal Herriko Unibertsitatea, UPV/EHU, España).
- Comité científico:
  - Carolyn J. Benson (Columbia University, EE. UU.).
  - Iñaki Camino Lertxundi (Universidad del País Vasco/Euskal Herriko Unibertsitatea, UPV/EHU, España).
  - Lyle R. Campbell (University of Hawai’i at Mānoa, EE. UU.).
  - Lisa L. Cheng (Leiden University, Países Bajos).
  - Greville G. Corbett (University of Surrey, Reino Unido)
  - Jeroen Darquennes (Université de Nemur, Bélgica).
  - Joaquín Gorrochategui Churruca (Universidad del País Vasco/Euskal Herriko Unibertsitatea, UPV/EHU, España).
  - Juan Manuel Hernández-Campoy (Universidad de Murcia, España).
  - José Ignacio Hualde (University of Illinois at Urbana-Champaign, EE. UU.).
  - Iraide Ibarretxe-Antuñano (Universidad de Zaragoza, España).
  - Georg A. Kaiser (Universität Konstanz, Alemania).
  - Joseba Andoni Lakarra Andrinua (Universidad del País Vasco/Euskal Herriko Unibertsitatea, UPV/EHU, España).
  - Danilo Manera (Università degli Studi di Milano, Italia).
  - Céline Mounole Hiriart-Urruty (Université de Pau et des Pays de l’Adour, IKER UMR5478, Francia).
  - Maria Polinsky (University of Maryland, EE. UU.).
  - Liina Pylkkanen (New York University, EE. UU.).
  - Gijsbert Rutten (Leiden University, Países Bajos).
  - Mario Santana (University of Chicago, EE. UU.).
  - Blanca Urgell Lázaro (Universidad del País Vasco/Euskal Herriko Unibertsitatea, UPV/EHU, España).

## Datos
Fue creada por la Institución Príncipe de Viana en 1969, inicialmente cuatrimestral, su periodicidad ha ido cambiando a lo largo de los años.
Se puede consultar en línea de forma gratuita sin restricciones desde el momento de su publicación, bajo una licencia de Creative Commons Reconocimiento-NoComercial 4.0 Internacional. 
También está disponible en papel; Una de las últimas publicaciones tuvo una tirada de 350 ejemplares a un precio de 10 euros cada uno.

## ISSN
Versión papel: 0046-435X
Versión electrónica: 2530-5832
ISSN-L: 0046-435X.

## DOI
10.35462/flv

## Repositorios, bases de datos y sistemas de clasificación. Índices de impacto
Capes; Centro de Documentación César Borgia; COPAC; Copernicus International (ICI); Dialnet; DICE; DOAJ; ERIH Plus; Generalif; INGUMA; InRech; ISOC; ISSN Register online; Latindex; Linguist List; MIAR; MLA-Modern Language Association database; NPI-Norwegian Register for Scientific Journals; Recolecta; REGESTA IMPERII; ResearchBib; RESH; Road; Scientific Indexing Services; Scopus; SJIF; SUDOC; ULRICH’s; ZDB.
ICDS (MIAR) 2020 = 6.5
Dialnet Métricas 2019: 0,063 (C2)
Clasificada en la categoría C de ANEP y CIRC; categoría D en CARHUS.
ICV (ICI) 2019 = 76.78